# Bulbophyllum maskeliyense
Bulbophyllum maskeliyense är en orkidéart som beskrevs av Livera. Bulbophyllum maskeliyense ingår i släktet Bulbophyllum och familjen orkidéer. Inga underarter finns listade i Catalogue of Life.